# Гідровашгерд

Гідровашгерд.JPG

Гідровашгерд (рос. гидровашгерд, англ. hydrocradle, gold washer; нім. Hydrowaschherd m) – пристрій для мокрої дезінтеграції та грохочення пісків розсипних родовищ перед гідротранспортуванням на збагач. ф-ку. Г. - нахилений короб, обладнаний решітками. Живлення га Г. подається струменем гідромонітора. Забезпечує відмив глинистої компоненти та класифікацію м-лу (як правило по кл.70-130 мм). Витрати води на 1 м3 піску 8-12 м3/год. Недолік - циклічний характер роботи. 